# Islote Piedra de Rosarito
Islote Piedra de Rosarito är en ö i Mexiko.   Den ligger i delstaten Baja California, i den nordvästra delen av landet, 2 300 km nordväst om huvudstaden Mexico City.